# Министър на образованието
Министър на образованието е длъжност в правителствата на някои страни.
Лицето на този пост отговаря за решаването на въпросите на образованието. Учреждението, което подпомага министъра, се нарича министерство на образованието. (Може да бъде департамент или агенция на правителството.) Образователният министър, подпомаган от апарата на своето министерство, разработва и провежда политиката в областта на образованието.